# Den syvende himmel (film fra 1956)
Den syvende himmel er en svensk komediefilm fra 1956 af Hasse Ekman. 
- Manuskript Hasse Ekman.
- Instruktion Hasse Ekman.

## Medvirkende
- Sickan Carlsson - Lovisa Sundelius
- Hasse Ekman - Willy Lorens
- Gunnar Björnstrand - Ernst C:son Kruuse
- Stig Järrel - Sture Turesson
- Sigge Fürst - radioförfattare
- Inga Gill - fröken Jonasson
- Torsten Winge - Torsten Tidström
- Gunnar Sjöberg - Bernhard Svanström
- Bellan Roos - Inez
- Doreen Denning - Lisa Brattström